# 格林维尔 (俄亥俄州)
格林维尔（Greenville）是美国俄亥俄州达克县一个城市，是达克县的县城。 2010年人口普查时人口为13272人。

## 历史
格林维尔是格林维尔堡的历史地点，该建筑于1793年由安东尼·韦恩将军在西北印第安战争期间建成。以革命战争英雄纳瑟内尔·格林命名，其防御覆盖了约22万平方米，这使它成为北美最大的木制堡垒。 两年后，格林维尔条约于1795年8月3日在堡垒签署，结束了该地区的印第安战争，开辟了西北领地定居点。格林维尔堡在1796年被遗弃，格林维尔镇很快就在遗址上发展起来。